# Libre de sospecha
Libre de sospecha (título original: Above Suspicion) es un thriller erótico estadounidense de 1995 dirigido por Steven Schachter y en la que los principales protagonistas son Christopher Reeve, Joe Mantegna y Kim Cattrall. También se le considera una película noir.
Seis días después del estreno del telefilme, Reeve se rompió el cuello en un accidente mientras montaba a caballo, quedándose así paralizado por el resto de su vida.

## Argumento
Dempsey Cain es un policía muy capaz, que tiene un hermano, que también es policía, aunque no capaz. Se llama Nick. También tiene una mujer, que se llama Gail, y un hijo pequeño. Él y su familia viven bien, mejor que su hermano. 
Sin embargo él se entera de que su mujer, que está resentida con él por ser tan perfecto, tiene en secreto una relación sexual con su hermano, y jura venganza. Un día Cain queda paralizado de medio cuerpo como consecuencia de una redada y parece ser, que va a quedarse así para siempre. Esa desgracia lo hace parecer inofensivo, pero lo que nadie sabe, es que, con el tiempo, él ha empezado a recuperar su capacidad para andar, lo que esconde como parte de un plan para asesinarlos.
Les hace creer, que, a causa de su situación, él quiere suicidarse y les pide por ello que lo maten con una bala con una de dos pistolas que tiene preparadas para ese propósito y lo hagan parecer como si fuese la obra de unos ladrones, que hubiesen entrado en su casa y lo hubiesen matado para que puedan cobrar así un seguro de vida suyo muy alto y puedan todos vivir bien con él el resto de sus días. Ellos, tras algunas dudas, acceden y actúan según lo indicado por Cain. 
De esa manera se dan cuenta demasiado tarde de la trampa y no se dan cuenta, que Dempsey se encargó que las pistolas que les dio no sirviesen para ello en ese momento. Dempsey consigue así matarlos con su propia pistola. Después manipula el lugar del crimen para salirse con la suya utilizando para ello su capacidad de andar que había ocultado haciendo creer de esta manera a todos, que intentaron matarle por el seguro y para estar juntos y que él los mató en defensa propia.
Su rival envidioso en la policía, Alan Rhinehart, se da cuenta de lo que ha hecho y hace todo lo posible para probar su crimen. Cain, sin embargo, como es muy competente en estos asuntos por ser muy buen policía, prevé todas las posibilidades y consigue incluso evitar en el juicio ser condenado hasta el punto en el que Rhinehart, en su desesperación, le clava en público un cuchillo en su pierna para destapar el engaño y los asesinatos. Su plan falla, porque también previó esa eventualidad y sale libre, mientras que Rhinehart es arrestado y luego expulsado de la policía por su acción.
Como hombre libre, Cain está ahora con su hijo y empieza una relación romántica con Iris, una mujer cerca de su casa, con la intención de casarse con ella un día y así tener a ella como reemplazo para su mujer, ya que su hijo la aprecia mucho como persona, al igual que él. Al mismo tiempo continúa en la silla de ruedas, pero planeando ya hacer creer a todos, que sus piernas han empezado a moverse para poder volver otra vez a caminar y vivir como antes saliéndose así con la suya con el crimen.

## Reparto
- Christopher Reeve - Dempsey Cain
- Joe Mantegna - Alan Rhinehart
- Kim Cattrall - Gail Cain
- Edward Kerr - Nick Cain
- Geoffrey Rivas - Enrique
- Finola Hughes - Iris
- William H. Macy - Fiscal Schultz
- Ron Canada - Capitán Lindsay

## Recepción
Hoy en día la película ha sido valorada en portales cinematográficos. En IMDb, por ejemplo, con aproximadamente 2200 votos registrados, el filme obtiene una media ponderada de 6,7 sobre 10. En cuanto a Rotten Tomatoes, los menos de 50 votos registrados le dieron allí una valoración media de 3,6 de 5. También cabe destacar, que en La Vanguardia el 62 % de los usuarios registrados en ese periódico le dan una valoración positiva.